# Публий Муций Сцевола (консул 133 года до н. э.)
Публий Муций Сцево́ла (лат. Publius Mucius Scaevola; родился около 176 года до н. э. — умер не позже 115 года до н. э.) — древнеримский политический деятель и юрист из плебейского рода Муциев, консул 133 года до н. э., великий понтифик в 130—115 годах.

## Происхождение
Публий Муций принадлежал к плебейскому роду Муциев, возвысившемуся в конце III века до н. э. Поздние генеалогии связывали эту семью с легендарным Гаем Муцием Кордом, который сжёг свою правую руку перед Порсенной и получил прозвище «Левша» (лат. Scaevola), но исследователи считают это вымыслом. Первое упоминание Сцевол в источниках относится к 215 году до н. э., когда Квинт Муций Сцевола стал претором. Публий Муций был его внуком и сыном первого в роду консула, тоже Публия. Братом Публия-старшего был Квинт Муций Сцевола, консул 174 года до н. э., братом Публия-младшего — Публий Лициний Красс Муциан.

## Биография
Публий Муций родился около 176 года до н. э. Судя по дате консулата, он был на год или на два старше своего брата Красса Муциана. Переход последнего в род Лициниев сделал возможным вступление обоих братьев в жреческую коллегию понтификов, а позже — последовательное получение обоими поста верховного понтифика. При этом Сцевола стал преемником Красса, а это должно означать, что в коллегию он был принят позже, чем брат, хотя и был старше. В любом случае Квинт Муций стал понтификом ещё в юности.
Первой из магистратур стал для Публия Муция трибунат 141 года до н. э. В качестве народного трибуна Сцевола потребовал расследования деятельности одного из преторов предыдущего года — Луция Гостилия Тубула, который, творя суд по делам об убийствах, открыто брал взятки у подозреваемых. Такое расследование началось, и Тубул, понимая неизбежность своего осуждения, удалился в добровольное изгнание. В 136 году до н. э. Публий Муций занимал должность претора, и с этим связаны два эпизода его биографии, о которых, правда, сохранился минимум информации. Наместник Ближней Испании Гай Гостилий Манцин был выдан кельтиберам в знак отказа от ратификации заключённого им мирного договора, но те его отпустили, и Манцин вернулся в Рим. Поэтому возникла правовая коллизия: неясно было, следует ли считать человека, побывавшего во вражеском плену, по-прежнему гражданином Рима. Известно, что Сцевола спорил об этом с Марком Юнием Брутом. Кроме того, Публий Муций рассматривал в качестве судьи иск поэта Луция Акция к неизвестному миму, оскорбившему его прямо со сцены; приговор был обвинительным.
В 133 году до н. э. Сцевола стал консулом вместе с ещё одним плебеем — Луцием Кальпурнием Пизоном Фруги. Именно в том году народным трибуном был Тиберий Семпроний Гракх, выдвинувший законопроект о разделе государственной земли между беднейшими гражданами. Публия Муция исследователи называют одним из наиболее влиятельных сторонников реформ, и, по-видимому, он поддерживал Гракха: известно, что последний с ним консультировался. Пизон отправился в Сицилию на борьбу с восстанием рабов, а Сцевола остался в Риме, что усилило положение Тиберия Семпрония. Именно Публий Муций председательствовал на заседании сената, когда Сципион Назика Серапион потребовал немедленно казнить трибуна. Сцевола ответил, что не прибегнет к насилию первым, но тогда Назика самовольно повёл толпу сенаторов и их клиентов на расправу со сторонниками реформ. Гракх был убит; Публий Муций, по словам Цицерона, тут же «не только… защитил, но и превознёс в многочисленных постановлениях сената поступок Сципиона».
В 130 году до н. э. Публий Муций стал верховным понтификом после смерти своего брата, Публия Лициния Красса Муциана. Известно, что в 129 году до н. э. он возглавлял сенатскую оппозицию Публию Корнелию Сципиону Эмилиану. Смерть Сцеволы исследователи датируют самое позднее 115 годом до н. э., под которым в источниках упоминается следующий верховный понтифик.

## Интеллектуальные занятия
Публий Муций объединил составлявшиеся понтификами летописи в единый корпус, получивший название «Великие анналы» и включавший 80 книг. От этого труда ничего не осталось за исключением единственного отрывка.
Публий Муций был выдающимся юристом — практикующим адвокатом и автором книг по юриспруденции. Марк Туллий Цицерон называет его в числе трёх «истинных законоведов» наряду с Манием Манилием и Секстом Элием Петом Катом; Секст Помпоний считал Сцеволу одним из основателей гражданского права. Кроме того, Публий Муций был искусен в красноречии: Цицерон называет его «очень разумным и проницательным оратором».

## Потомки
Сыном Публия Муция был Квинт Муций Сцевола Понтифик, консул 95 года до н. э. и тоже выдающийся юрист.